# MTV Europe Music Awards 2009
Az MTV Europe Music Awards 2009 november 5-én került megrendezésre a Berlin-i O2 World-ben. A díjátadót Katy Perry, míg az internetes közvetítést Pete Wentz vezette. A jelöltek listája szeptember 21-én került nyilvánosságra. Ez volt a negyedik alkalom, hogy az esemény Németországban kerül megrendezésre.

## Fellépők
- Katy Perry – "Legjobb dal kategória" egyveleg (I Gotta Feeling/When Love Takes Over/Use Somebody/Halo/Poker Face) – intró
- Green Day – Know Your Enemy/Minority – nyitány
- Beyoncé – Sweet Dreams
- Jay-Z – Empire State of Mind
- Foo Fighters – Wheels/All My Life
- U2 – One/Magnificent
- Shakira – Did It Again
- Tokio Hotel  – World Behind My Wall
- Leona Lewis – Happy
- U2 & Jay-Z – Sunday Bloody Sunday – zárás

## Díjátadók
- Asia Argento
- Backstreet Boys
- David Guetta
- Jean Reno
- Juliette Lewis
- Miranda Cosgrove
- Monica Bellucci
- Joko Winterscheidt (műsorvezető a vörös szőnyegen)
- Joss Stone (műsorvezető a vörös szőnyegen)
- Bar Refaeli
- Boris Becker
- Brody Jenner
- Jonas Brothers
- Batista
- David Hasselhoff
- Lil Kim
- Wladimir Klitschko
- Jesse Metcalfe

## Jelölések a fő kategóriákban

### Legjobb dal
Beyoncé – Halo
- Black Eyed Peas – I Gotta Feeling
- David Guetta (közreműködik Kelly Rowland) – When Love Takes Over
- Kings of Leon – Use Somebody
- Lady Gaga – Poker Face

### Legjobb videó
Beyoncé – Single Ladies (Put a Ring on It)
- Britney Spears – Circus
- Eminem – We Made You
- Katy Perry –  Waking Up in Vegas
- Shakira – She Wolf

### Legjobb női előadó
Beyoncé
- Katy Perry
- Lady Gaga
- Leona Lewis
- Shakira

### Legjobb férfi előadó
Eminem
- Jay-Z
- Kanye West
- Mika
- Robbie Williams

### Legjobb együttes
Tokio Hotel
- Black Eyed Peas
- Green Day
- Jonas Brothers
- Kings of Leon

### Legjobb új előadó
Lady Gaga
- Daniel Merriweather
- La Roux
- Pixie Lott
- Taylor Swift

### Legjobb urban
Jay-Z
- Ciara
- Eminem
- Kanye West
- T.I.

### Legjobb rock
Green Day
- Foo Fighters
- Kings of Leon
- Linkin Park
- U2

### Legjobb alternatív
Placebo
- Muse
- Paramore
- The Killers
- The Prodigy

### Legjobb feltörekvő előadó
Pixie Lott
- Daniel Merriweather
- Hockey
- La Roux
- Little Boots
- Metro Station
- The Veronicas
- White Lies

### Legjobb élő színpadi produkció
Linkin Park
- Coldplay
- Kid Rock
- Kings of Leon
- Lady Gaga

### MTV Live előadás
U2
- Beyoncé
- Green Day
- Kings of Leon
- Lady Gaga

### Legjobb európai előadó
maNga
- Deep Insight
- Lost
- Doda
- Dima Bilan

## Regionális díjak

### Legjobb német előadó
Silbermond
- Jan Delay
- Peter Fox
- Söhne Mannheims
- Sportfreunde Stiller

### Legjobb dán előadó
Medina
- Dúné
- Jooks
- L.O.C.
- Outlandish

### Legjobb finn előadó
Deep Insight
- Apulanta
- Cheek
- Disco Ensemble
- Happoradio

### Legjobb norvég előadó
Yoga Fire
- Donkeyboy
- Maria Mena
- Paperboys
- Røyksopp

### Legjobb svéd előadó
Agnes
- Adiam Dymott
- Darin
- Mando Diao
- Promoe

### Legjobb olasz előadó
Lost
- Giusy Ferreri
- J-Ax
- Tiziano Ferro
- Zero Assoluto

### Legjobb holland és belga előadó
Esmée Denters
- Alain Clark
- The Black Box Revelation
- Fedde le Grand
- Milow

### Legjobb francia előadó
Orelsan
- David Guetta
- Olivia Ruiz
- Rohff
- Sliimy

### Legjobb lengyel előadó
Doda
- Afromental
- Ania Dąbrowska
- Ewa Farna
- Jamal

### Legjobb spanyol előadó
We Are Standard
- Fangoria
- Macaco
- Nena Daconte
- Russian Red

### Legjobb orosz előadó
Dima Bilan
- Centr
- Kasta
- Sergey Lazarev
- Timati

### Legjobb román előadó
Inna
- David Deejay feat. Dony
- Puya feat. George Hora
- Smiley
- Tom Boxer feat. Jay

### Legjobb portugál előadó
Xutos e Pontapés
- Buraka Som Sistema
- David Fonseca
- Os Pontos Negros
- X-Wife

### Legjobb adriai előadó
Lollobrigida
- Darkwood Dub
- Dubioza Kolektiv
- Elvis Jackson
- Superhiks

### Legjobb balti előadó
Leon Somov & Jazzu
- Chungin & the Cats of Destiny
- DJ Ella
- Flamingo
- Popidiot

### Legjobb arab előadó
Joe Ashkar
- Amr Mostafa
- Darine Hadchiti
- Ramy Sabry
- Rashed Al-Majed

### Legjobb magyar előadó
The Kolin
- Esclin Syndo
- The Idoru
- The Moog
- Zagar

### Legjobb török előadó
maNga
- Atiye Deniz
- Bedük
- Kenan Doğulu
- Nil Karaibrahimgil

### Legjobb görög előadó
Elena Paparizou
- Monika
- Matisse
- Onirama
- Professional Sinnerz

### Legjobb izraeli előadó
Ninet Tayeb
- Asaf Avidan & the Mojos
- Assaf Amdursky
- Infected Mushroom
- Terry Poison

### Legjobb svájci előadó
Stress
- Lovebugs
- Phenomden
- Ritschi
- Seven

### Legjobb ukrán előadó
Green Grey
- Antytila
- Druga Rika
- KAMON!!!
- Lama

### Legjobb angol és ír új előadó
Pixie Lott
- Florence & The Machine
- La Roux
- The Saturdays
- Tinchy Stryder

## Fordítás
- Ez a szócikk részben vagy egészben  a   MTV Europe Music Awards 2009 című angol Wikipédia-szócikk fordításán alapul.  Az eredeti cikk szerkesztőit annak laptörténete sorolja fel. Ez a jelzés csupán a megfogalmazás eredetét és a szerzői jogokat jelzi, nem szolgál a cikkben szereplő információk forrásmegjelöléseként.